# Holy Cross
Holy Cross är en by i Worcestershire i England. Byn är belägen 25 km 
från Worcester. Orten har 585 invånare (2016).